# Escut i bandera de l'Orxa
L'escut i la bandera de l'Orxa són els símbols representatius de l'Orxa, municipi del País Valencià, a la comarca del Comtat.

## Escut heràldic
L'escut oficial de l'Orxa té el següent blasonament:
| « | Escut quadrilong de punta redona. Truncat. Al primer quarter, en camp d'argent, una creu grega de gules. Al segon quarter, en camp d'atzur, un castell d'or amb tres torres, maçonat i aclarit de sable, sobre una muntanya del mateix metall. Al timbre, corona reial oberta. | » |

## Bandera
La bandera oficial de l'Orxa té la següent descripció:
| « | Bandera de proporcions 2:3. Partida pel mig en horizontal. En la primera meitat, de blanc o gris perla, una creu grega de roig; en la segona meitat, de blau, i al centre, un castell groc, amb tres torres, maçonat i aclarit de negre, damunt d'una muntanya del seu[mateix] color. | » |

## Història
L'escut s'aprovà per Resolució de 14 de febrer de 2001, del conseller de Justícia i Administracions Públiques, publicada en el DOGV núm. 3.968, de 28 de març de 2001.
La bandera s'aprovà per Resolució de 30 de març de 2017, de la Presidència de la Generalitat, publicada en el DOGV núm. 8.025, de 24 d'abril de 2017.
S'hi representa l'antic castell de Perputxent, possessió de l'orde de l'Hospital i més endavant del de Montesa, que defensava l'entrada a la vall. A dalt, la creu de l'orde de Montesa, propietaris del castell.